# Забияка (клипер)
Забия́ка (рус. дореф. Забіяка) — парусно-винтовой клипер российского Императорского флота. С 1 февраля 1892 года — крейсер II ранга. Назван в честь парусной шхуны (тип «Гонец»).
Большую часть службы корабль провел на Тихом океане, где проводил гидрографические работы и охранял от браконьерских судов воды Берингова моря. Был в составе Первой Тихоокеанской эскадры и эскадре Тихого океана адмирала С. С. Лесовского.
Крейсер участвовал в боевых действиях во время восстания ихэтуаней в Китае 1900 года и в русско-японской войне.

## Предыстория
Строительство или приобретение военного парусно-винтового корабля под условным названием «Крейсер № 4» предусматривалось планом ведения крейсерской войны с британской торговлей, введенным в действие после подписания 19 февраля 1878 года Сан-Стефанского мирного договора. Для закупки недостающих кораблей в США на зафрахтованном немецком пароходе «Цимбрия» была отправлена группа военно-морских специалистов под командованием капитан-лейтенанта К. К. Гриппенберга Общее руководство деятельностью группы было возложено на адъютанта генерал-адмирала Великого Князя Константина Николаевича капитан-лейтенанта Л. П. Семечкина.
Помимо чисто рейдерских задач «Крейсер № 4» должен был выполнять функции эскадренного разведчика и посыльного судна, а в мирное время нести стационерную службу. Для этого требовалось быстроходное судно с максимально экономичными котлами и большим запасом хода, с небольшой осадкой и значительным вооружением, с экипажем не более 100 человек, размещенным в комфортных условиях. Найти пригодное для приобретения судно не удалось, поэтому по американским верфям было разослано техническое задание.
Несмотря на заявленные бостонской верфью Вильяма Уэбба наивысшую проектную скорость и наименьшую стоимость, предпочтение было отдано проекту, представленному филадельфийской верфью Уильяма Крампа. Разработкой детального проекта занимался старший сын Крампа Чарльз.

## Строительство и переход

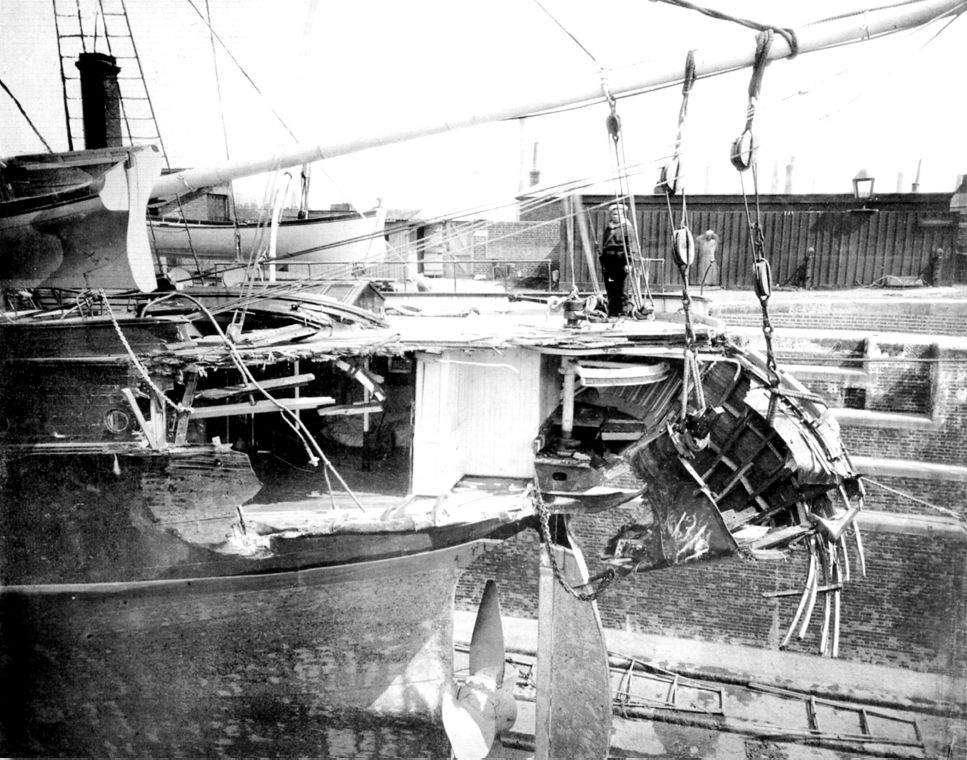
Забияка в доке после столкновения с английским пароходом «Лорд Байрон»

Корабль заложен 1 (13) июля 1878 года в Филадельфии под названием «Язу». По ходу строительства носил имена «Австралия», «Америка», а с 12 октября — «Забияка». Спущен на воду 9 (21) октября 1878 года, а 25 октября 1878 года зачислен в списки российского флота. С декабря начались испытания механизмов. Пробные плавания начались 27 февраля (11 марта) 1879 года, при этом корабль развил скорость по лагу в 15,5 узлов на 1433 л. с. мощности машины. После монтажа вооружения водоизмещение корабля возросло до 1202 тонн. Окончательная стоимость корабля с артиллерией и всеми запасами составила 167662 доллара. Наблюдающими за проектированием и постройкой были назначены прапорщик Ф. А. Брикс и лейтенант А. К. Гриппенберг, а после смерти Гриппенберга, последовавшей 24 июня 1878 года, — Н. Е. Кутейников и вновь назначенный командир корабля капитан-лейтенант Л. Н. Ломен.
27 мая, по выходе из территориальных вод США, команда подняла андреевский флаг и взяла курс на Кронштадт через Гавр. В проливе Ла-Манш в корму «Забияки» врезался пароход Lord Byron, который затем покинул место столкновения, не оказав русскому кораблю помощи. Ремонт был осуществлён в доке компании Thumps Iron Works за счёт Её Королевского Величества и продлился около двух месяцев. 5 августа клипер пришёл в Кронштадт.

## Конструкция
Длина по палубе — 71,0 метра (233 фута), по грузовой ватерлинии — 67,4 метра (221 фут), длина между перпендикуляров — 67,0 метра (220 футов). Ширина наибольшая — 9,1 метра (30 футов). Осадка форштевнем — 3,84 метра, ахтерштевнем — 4,45 метра (13 футов). Полное водоизмещение — 1236 тонн. Глубина интрюма по миделю (от верха кильсона до низа бимса) — 5,33 метра (17 футов 6 дюймов). Трюм разделён на 9 отделений водонепроницамыми переборками. Мощность вертикальной паровой машины компаунд при 96 об/мин — 1400 л. с. (восемь топок) Максимальная скорость хода — 14½ узлов. Имелось два опреснителя производительностью 1584 ведра в сутки. Корабль был укомплектован паровым катером с двумя шестовыми минами и прожектором, 6-вёсельным командирским вельботом, 10-вёсельным катером, 6-вёсельным ялом, 4-вёсельным яликом и двумя 2-вёсельными шлюпками.

### Вооружение
Вооружение состояло из:

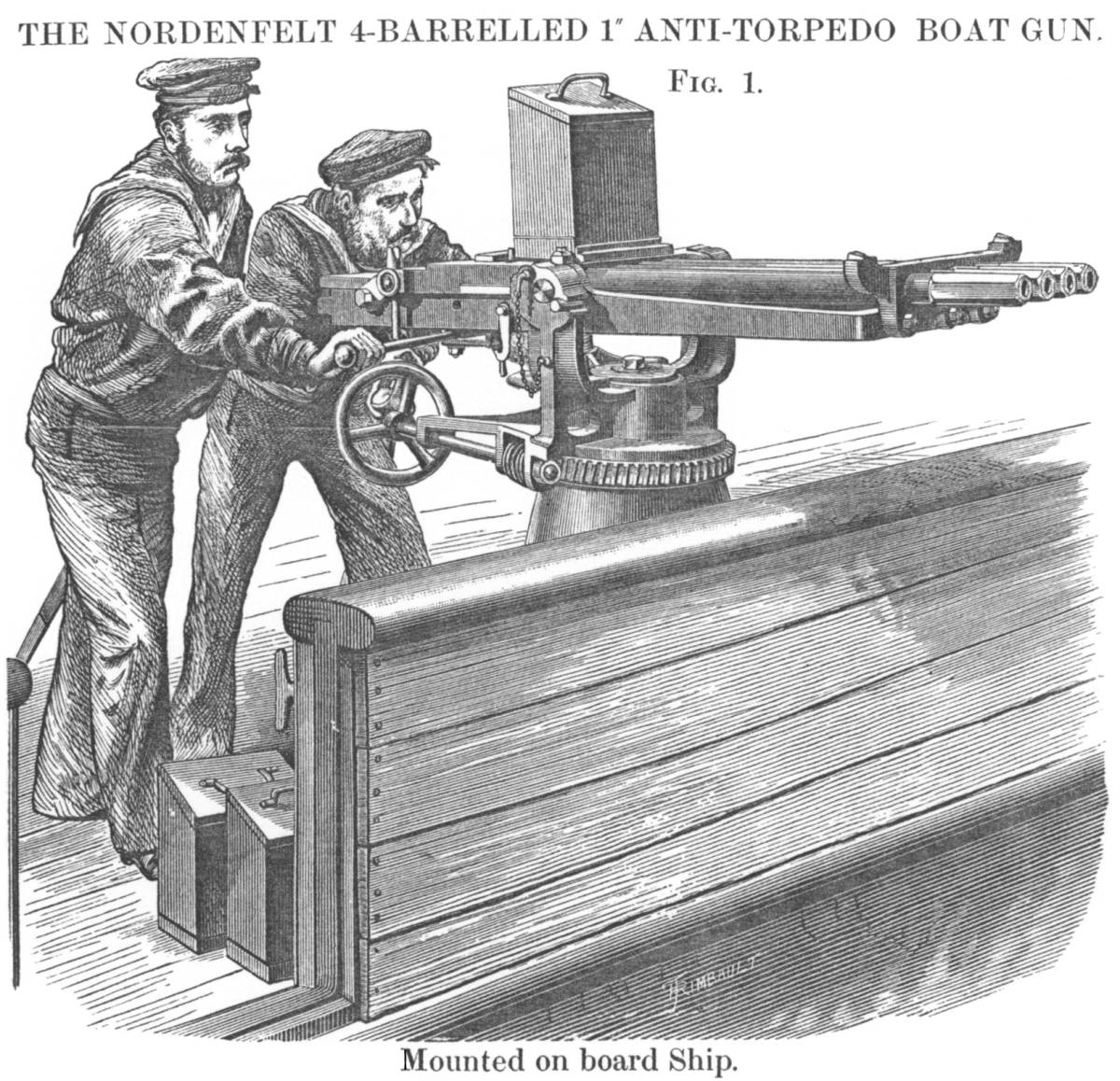
Орудие Пальмкранца

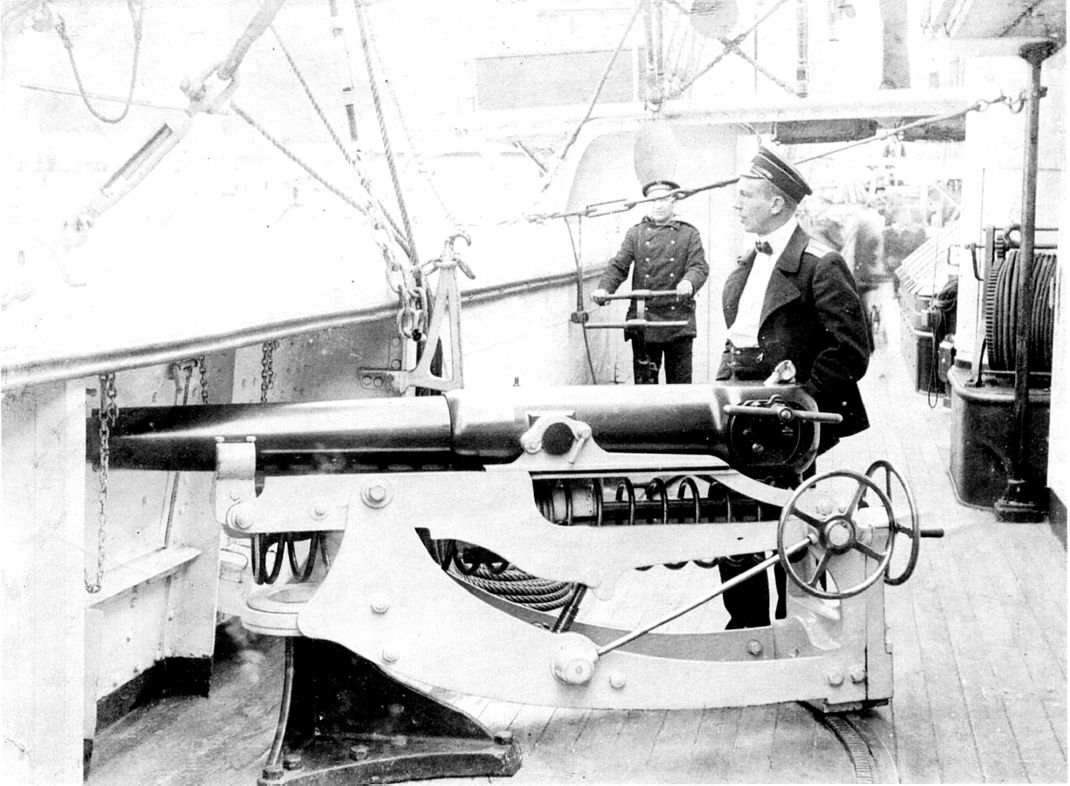
9-фн пушка образца 1877г, 1902 год

- 2 × 152/28 (6-дюймов) пушки образца 1867 года Обуховского завода,
- 4 × 107/20 (9-фунтовые) пушки образца 1877 года,
- 1 × 63,5/ (3-фунтовое) медное горное орудие,
- 4 × 25,4/ четырехствольных орудий Пальмкранца.

При постройке в Америке были установлены две картечницы Гатлинга, по приходе в Кронштадт в 1879 году они были заменены на орудия Пальмкранца, в 1882 году они заменены на 37-мм револьверные пятиствольные орудия Б. Б. Гочкиса, в 1883 году вновь заменены на орудия Пальмкранца. К 1886 году на корабль добавлено: одно 107/20 орудие на юте, две 37/ револьверные пятиствольные орудия Гочкиса, и взамен горного 3-фунтового орудия установлена 63,5/ десантная пушка Барановского. К 1898 году добавлены шесть 47/ одноствольных орудий Гочкиса, а 152-мм пушки демонтированы.

## История службы
По прибытии в Кронштадт, через некоторое время, клипер сопровождал наследника цесаревича с миссией в Стокгольм и Копенгаген

### Полукругосветное плавание 1880—1883 годов
- капитан-лейтенант Ломен, Лев Николаевич — командир корабля
- лейтенант Григорович, Иван Константинович — старший офицер (1878—1880)
- капитан-лейтенант Паренаго, Александр Николаевич — старший офицер (1880—1881)
- лейтенант Кирсанов — старший офицер (1881—1883)
- лейтенант Маслов — минный офицер
- лейтенант Вирен, Роберт Николаевич — ротный командир
- лейтенант Кубе-Браузер, Эрнест Фердинандович — ревизор
- мичман Петц, Георгий Александрович — подвахтенный
- мичман Цвингман, Альфонс Карлович — подвахтенный
- мичман Лаптев — подвахтенный
- корпуса морской артиллерии поручик Онкодович — старший артиллерийский офицер
- корпуса флотских штурманов поручик Максимов — старший штурман
- корпуса флотских штурманов поручик Белобров — младший штурман
- корпуса инженер-механиков флота капитан Линдебек — старший механик
- корпуса инженер-механиков флота подпоручик Сергеев — младший механик
- корпуса инженер-механиков флота подпоручик Соколов — младший механик
- корпуса инженер-механиков флота прапорщик, с 1880 года подпоручик Мордовин, Порфирий Александрович — младший механик (заведующий трюмом и минами Уайтхеда)
- Коротнев — судовой врач
- гардемарин Бубнов, Михаил Владимирович — проходил морскую практику с 1874 до 1882 года
- 135 человек нижних чинов и матросов

2 мая клипер зачислен в состав 1-го отряда судов эскадры Тихого океана под флагом контр-адмирала барона О. Р. Штакельберга. 1 июня 1880 года клипер под командованием капитан-лейтенанта Л. Н. Ломена ушёл из Кронштадта через Шербур, Мальту, Порт-Саид (13 июля), через Суэцкий канал в Суэц, Аден, Сингапур (8 августа), Нагасаки в Тихий океан для присоединения к эскадре вице-адмирала С. С. Лесовского. Часть пути прошла совместно с крейсером «Африка». От Кронштадта до Нагасаки «Забияка» выполнил переход длиною 12 090 миль за 81 день со средней скоростью в 11,4 узла. Далее — доставил посла России в Японии К. В. Струве из Нагасаки в Йокогаму (30 августа).
31 августа клипер был назначен стационером в Чифу, а с 1 сентября включён во второй отряд эскадры в составе крейсера «Азия», фрегата «Князь Пожарский», клиперов «Крейсер», «Разбойник», «Абрек», «Забияка», под командованием контр-адмирала А. Б. Асланбегова сосредоточением во Владивостоке.
22 марта 1881 года для очистки корпуса клипер отправили в док в Гонконге. 17 мая «Забияка» начал переход обратно на Балтику. Сначала в Пуэнт-дё-Гале (Шри-Ланка) для пополнения запаса угля, затем в Аден (8 июня) и далее в Эгейское море. Там он остался стационером в Пирее с 28 июня до 19 ноября. Совершив миссию к островам Сира и Парос, отправился на очередное докование на Мальту. В декабре крейсер вернулся в Пирей.
В мае 1882 года заходы в порты Италии — «Забияка» успел посетить Венецию, Триест и Неаполь, но был срочно послан в Египет в связи с массовой резнёй европейцев аборигенами-арабами. 10 июня корабль прибыл в Александрию для охраны Суэцкого канала и защиты русских подданных от национально-освободительного движения и бомб английской эскадры. Крейсер «Азия» уже находился там с 6 июня. 24 июля крейсер отправился в Аден за командой и пассажирами парохода Добровольного флота «Москва», который потерпел крушение у мыса Рас-Гафун. 13 августа «Забияка» пришёл в Порт-Саид, где пробыл до конца сентября, когда национально-освободительное движение в Египте было подавлено. В ноябре-декабре поход в Александрию, и далее вояж в Пирей, бухту Ватика, Бриндизи и обратно в Пирей.
В январе 1883 года контр-адмирал П. А. Чебышёв провел гонки кораблей эскадры в Средиземном море на мерной миле у острова Фальконеро. Первое место занял «Забияка» — 12,3 узла, «Джигит» развив ход в 11,32 узла — второе, третье место занял флагман — крейсер «Африка» с показателем 11,3 узла.
Далее поход: Порос — Суда — Макри — Александрия — остров Мило — Порос — Пирей, где с 23 февраля по 29 марта оставался стационером.
29 марта «Забияка» поднял якорь, и начал возвращение в Кронштадт через Неаполь, Гибралтар, Портленд, Портсмут и Копенгаген. В апреле 1883 года на одном из частных заводов Гибралтара были заменены железные дымогарные трубки, которые стали причиной течи котлов. В Кронштадт «Забияка» вернулся 22 мая 1883 года, пройдя за три года, без девяти дней, под парами и парусами 44830 морских миль. На следующий день «Забияку» посетила инспекторская комиссия, назначенная по распоряжению его императорского высочества генерал-адмирала Алексея Александровича, в ходе которой команда выполнила маневрирования, стрельбы и постановку парусов. По итогам смотра комиссия дала оценку: «содержался в блистательном порядке и образцовой чистоте по всем частям». Зимовку корабль провёл в Кронштадте.

### Ремонт и модернизация
В 1884 году «Забияка» встал на ремонт с модернизацией и перевооружением в Кронштадте. Были проделаны работы: заменены американская топка с топочными связями на английскую топку фирмы «Лидс форджес компани» со связями от Балтийского завода; поставлен новый вспомогательный котёл; трубы парового отопления опустили до уровня жилой палубы; установлены два эжектора Фридмана N10; две 7-дюймовые помпы Даутона; заменён руль на больший по площади в полтора раза (5,109 м³); переменили руслени и сделали съёмными волноотводы, расположенные под ними; переменили бакаут; вырубили новые штормовые шпигаты; во флортимберсах угольных ям поставили четыре водонепроницаемые горловины для доступа в междудонное пространство; установлена новая динамо-электрическая машина обнесённая щитами для уменьшения шумности; прожектор перенесли на площадку спереди фок-мачты; установлены две стрелы для сфероконических мин; на полубак установлен минный аппарат; определено постоянное место для якорей и вьюшек мин заграждения; коловратная машина Яблочкова была убрана. Все работы были закончены в 1884 году.

### Экспедиция в Белое и Баренцево моря 1885 года

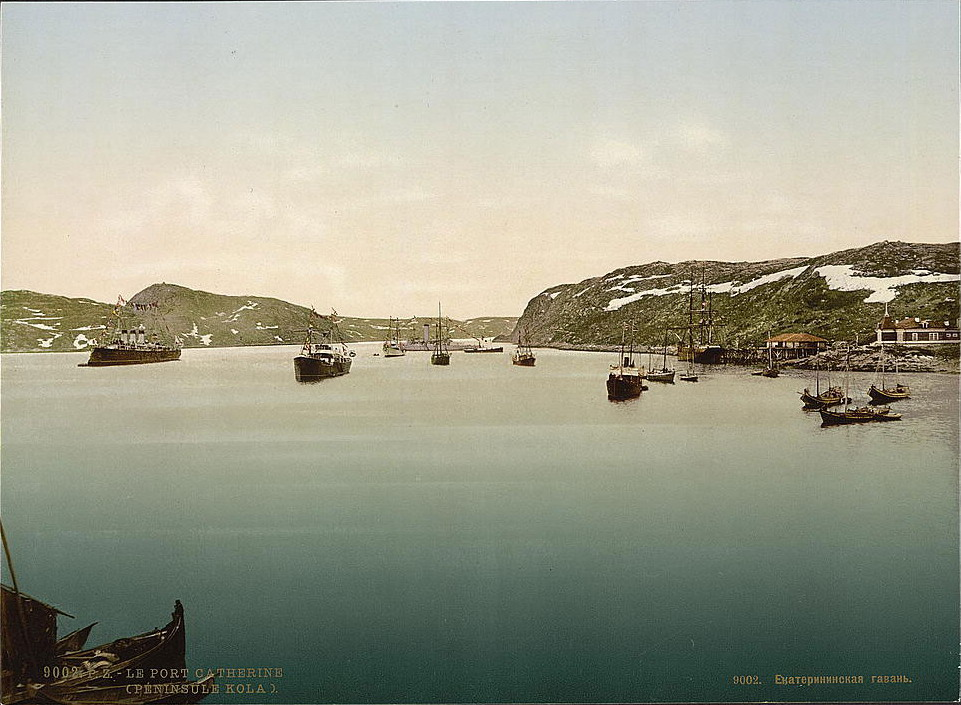
Екатерининская гавань

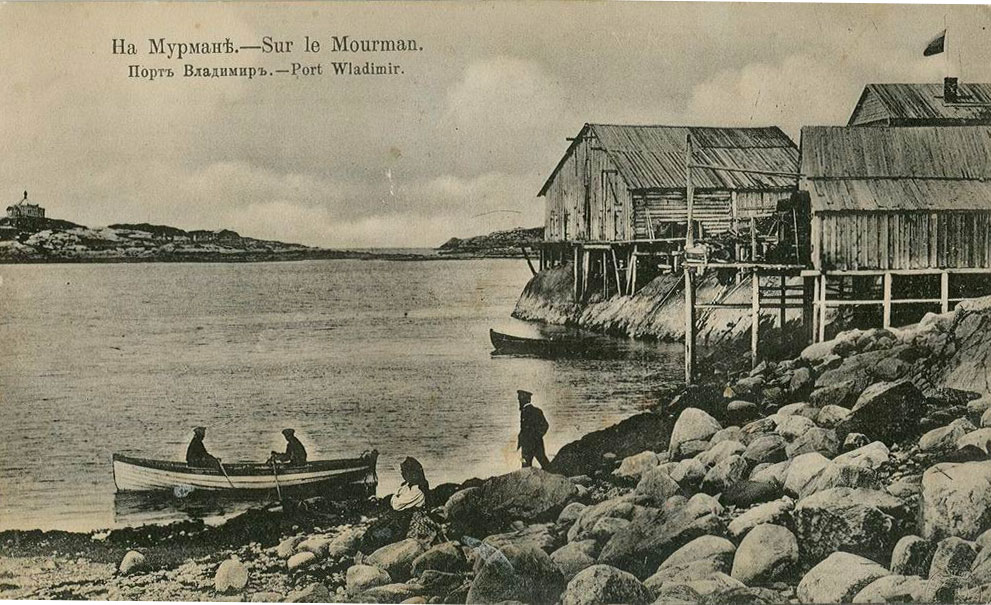
Порт-Владимир

15 июня 1885 года под брейд-вымпелом Великого Князя Владимира Александровича под командованием капитана 2-го ранга Ф. Н. Сильверсвана совершил плавание в Белом и Баренцевом морях.
Переход в северные моря был через Осло (22 мая), Берген (26 мая). Первая запланированная остановка была у Соловецкого острова, где Великий князь посетил монастырь. 18 июня «Забияка» продолжил плавание с визитом к Кеми, и далее через Кандалакшский залив на Териберку. С 21 июня переход продолжился вдоль мурманского берега к Арской губе и норвежской границе в город Гаммерфест на Арский китобойный завод — центр деятельности «Товарищества китоловства на Мурмане».
На обратном пути корабль посетил другой китобойный завод — Германа Гебеля который располагался на острове Шалим в губе Ура. Там Великий князь пожаловал новое название заливу и поселению — бухта Владимирская и Порт-Владимир соответственно. Затем Великий князь посетил Екатерининскую гавань, Кольскую губу и город на берегу. Далее «Забияка» подошёл к Иоканским островам для пополнения запаса угля, а от них отправился в Мезенский залив к Мезеню, к Онеге. В Сумском посаде миссия окончилась, и Великий князь сошёл с корабля.

### Средиземноморские походы 1885—1886 годов
В сентябре 1885 года «Забияку», «Дмитрия Донского», «Пластуна» и «Сивуча» зачислили в отряд Средиземного моря под командованием контр-адмирала Н. И. Казнакова, так называемый «отряд судов в греческих водах». Экспедиция была организована в связи с обострением отношений между Королевством Греция, Османской империей, Королевством Сербия и Болгарским княжеством вследствие присоединения к последнему Восточной Румелии, грозившее перейти в полномасштабную войну. На переходе от Бреста некоторую часть пути «Забияка» сопровождал «Сивуч». Подойдя к Греции, корабли участвовали в блокаде побережья. С 19 октября корабль назначен стационером в Пирее. Кризис пошёл на спад, и сначала 20 января 1886 года было подписано болгаро-турецкое соглашение, затем 3 марта 1886 года бухарестский мирный договор.
Ещё в январе 1886 года «Забияку» начали готовить к переходу на Чёрное море для ремонта в Севастополе, так как котлы были сильно изношенны, а вооружение нуждалось в усилении. Работы проходили под руководством Р. Ю. Тирнштейна. В процессе докования взамен американских котлов поставили новые котлы, изготовленные на Кронштадтском пароходном заводе, а также установили 37-мм пушки на полубак. По окончании ремонта «Забияка» отправлен в распоряжение Кавказского Управления в Батуми.
В ночь с 20 на 21 августа 1886 года на Балканах начался очередной кризис, связанный с переворотом и свержением князя Болгарского Александра Баттенбергского русофильски настроенными офицерами. Для давления на сторонников князя были посланы «Забияка» и «Память Меркурия». Из Севастополя «Забияка» вышел 12 октября, и в тот же день бросил якорь в Варне, через два дня подошёл «Память Меркурия». 26 октября корабли перешли в Бургас, где в течение двух недель сдерживали сторонников князя, стремившихся начать карательные действия против мятежников. Но всё же переворот не удался и мятежников повесили. По возвращении в Софию Александр Баттенберг отрёкся от звания болгарского князя и назначил новое правительство во главе с Василом Радославовым.
10 ноября «Забияка» разоружился на зиму в Севастополе.

### Учения
В августе 1887 года «Забияка», «Память Меркурия», шхуна «Гонец», пароходы «Веста» и «Император Александр II», баржа «Волга» и два миноносца под командованием контр-адмирала М. Д. Новикова приняли участие в ежегодных учениях с артиллерийскими стрельбами по высадке десанта для занятия Босфора.

### Третье плавание
В январе-феврале 1888 года «Забияка» находился на Чёрном море. В марте на корабль прибыль вновь назначенный командир капитан 2-го ранга С. Ф. Бауэр. Также изменился штатный состав корабля, который теперь насчитывал 13 офицеров и 140 нижних чинов.
Далее «Забяка» нес обычную для себя службу стационера в Пирее, куда вышел 26 марта. Её величество королева Эллинов Ольга Константиновна посетила корабль 9 апреля и пригласила офицеров на празднование Пасхи в Корфу.
Для представления России на международной выставке проходившей в Барселоне с 1 по 25 мая, «Забияка» по приказу начальника ГМШ 23 апреля снялся с якоря, и начал переход. К нему присоединился клипер «Вестник». Чтобы успеть к началу, кораблям пришлось идти на всех парах и в помощь ставить паруса. В 7 часов утра 29 апреля, преодолев 938 миль со средней скоростью 10,7 узла, корабли прибыли. В ходе выставки испанская королева-регент Мария-Христина устроила смотр «Вестника» и «Забияки». По завершении торжеств корабль вернулся к Греческим берегам.
В июле «Забияка» предпринял обход портов Малой Азии, а в сентябре Великий князь Сергей Александрович ушел на корабле в Палестину, где пересел на пароход «Кострома». 6 октября «Забияка» вышел из Яффы в Порт-Саид. А оттуда, по пути в Александрию были спасены люди с английского парохода «Деспатч» (Despatch), который потерпел бедствие в этих водах. Из Александрии корабль вернулся 17 октября стационером в Пирей.

### В России 1889—1890 годы
В феврале 1889 года «Забияка» совместно с пароходом русского общества пароходства и торговли (РОПиТ) «Чихачёв» эвакуировал экспедицию Н. И. Ашинова из Абиссинии в Россию.
К августу 1889 года «Забияка» пришёл в Россию.
В начале 1890 года командиром назначен капитан 2-го ранга Клеопин. В октябре на «Забияке», как и на ряде других кораблей, была введена в штат новая должность — старшего судового инженер-механика, приравненная к офицерскому чину.

### Экспедиция 1891—1892 годов
В 1891 году крейсер проходил модернизацию артиллерии с докованием, работы окончились к 21 сентября. С 30 июня 1891 года назначен новый командир капитан 2-го ранга Б. К. Де Ливрон.
После ремонта, «Забияка» отправился в Средиземное море в состав временного отряда, состоящий из крейсера «Дмитрий Донской», фрегата «Минин», и черноморской канонерки «Уралец». В марте 1892 года отряд расформировали.
Согласно вновь введенной классификации, 1 февраля 1892 года «Забияке» был присвоен класс крейсера II ранга. А сам крейсер переведён на Дальний Восток для несения патрульной службы в водах Берингова моря с базированием на Петропавловский Порт (ныне Петропавловск-Камчатский).

### Служба на Тихом океане

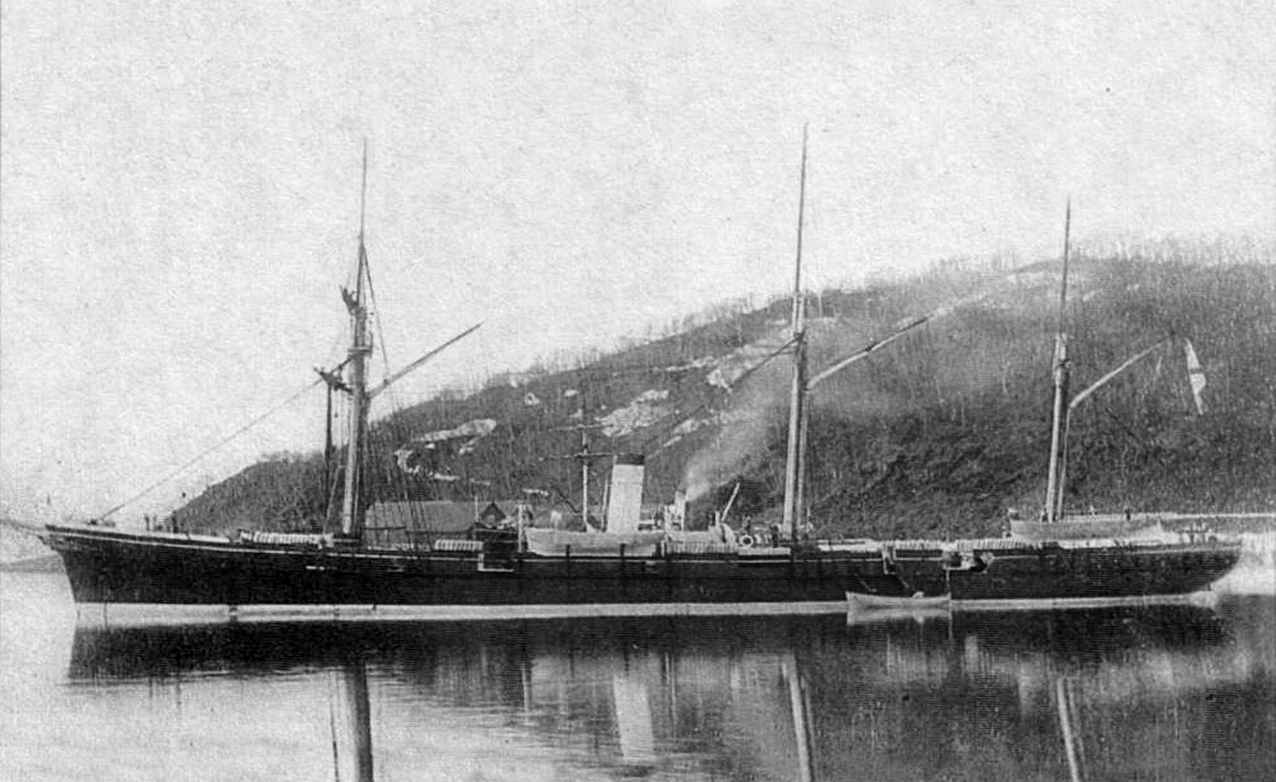
«Забияка» в Петропавловском Порту, 1892 год

Навигацию 1892 года (с мая по октябрь) «Забияка» крейсировал в Беринговом море у Командорских островов, охраняя котиковые промыслы от браконьеров. А также, совместно с «Крейсером» выполнял гидрографические работы у островов в Петропавловской и Угольной бухтах. С 22 сентября 1892 года командовать кораблём поставлен капитан 2-го ранга А. М. Доможиров. В период 1893—1895 годов на «Забияке» несколько раз держал свой брейд-вымпел младший флагман Эскадры Тихого океана контр-адмирал Ф. П. Энгельм.

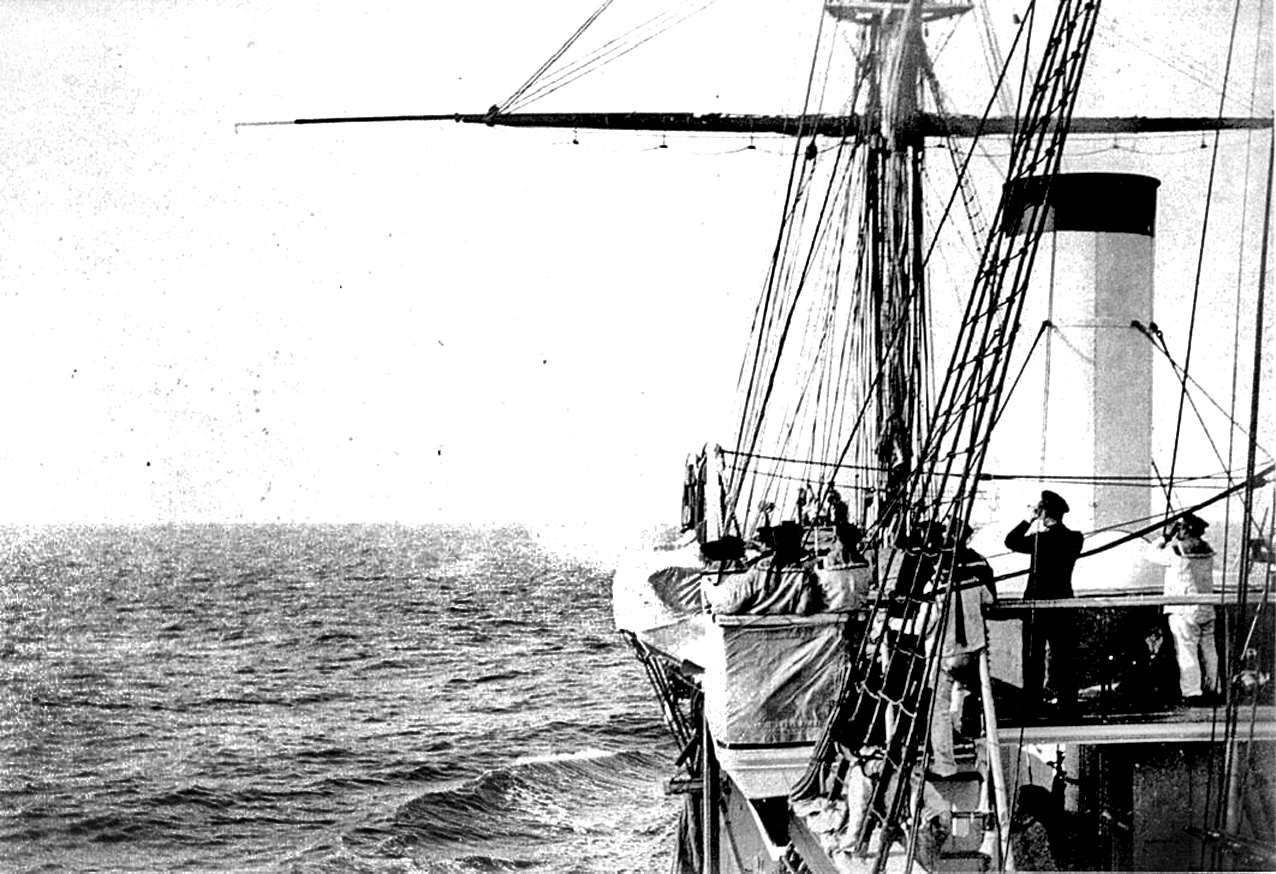
В крейсерстве у Командорских островов, 1892 год

5 января 1893 года крейсер отбыл в Нагасаки. Затем, 22 апреля посетил Гензан и 24 апреля Владивосток. С конца апреля, в течение месяца «Забияке» и другим кораблям пришлось принять участие в спасательной операции корвета «Витязь», который сел на камни при очередных картографических работах в районе порта Лазарева (ныне Северокорейский порт Вонсан). Также в 1893 году, совместно с транспортом Сибирской флотилии «Якут», «Забияка» провёл гидрографические работы у Камчатки и Командорских островов, в ходе которых была дополнена карта Командорских островов и произведён промер, составлен план якорной стоянки у селения Никольское на острове Беринга. 6 ноября крейсер перешёл в Йокогаму, где 24 ноября провёл учения на море.

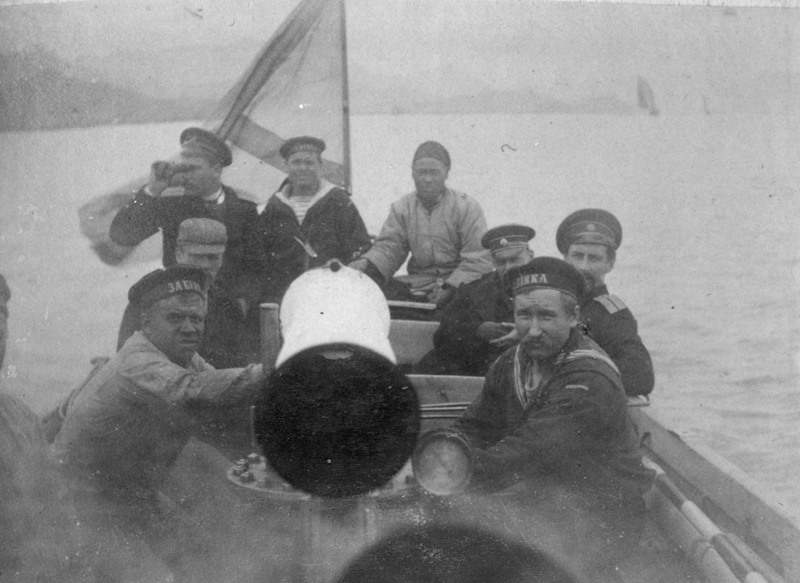
Офицеры и матросы с «Забияки» на паровом катере

7 февраля 1894 года командовать крейсером назначен капитан 2-го ранга Н. А. Гаупт, 6 декабря 1894 года ему присвоено звание капитана 1-го ранга. После зимовки, 24 марта, «Забияка» вышел во Владивосток, откуда 1 мая отправился в Петропавловский Порт для дальнейшей работы по съёмке и обследованию побережья и охране котиковых промыслов. Параллельно этими работами занимался клипер «Разбойник». 17 мая «Забияка» вышел в первое, в навигацию этого года, крейсерство вдоль Командорских островов. Далее — второе с 7 июня, третье с 26 июня, четвёртое с 17 июля, пятое с 7 августа, шестое с 30 августа, седьмое с 20 сентября. В ходе рейдов было пройдено 9312 миль, и 28 июля была предупреждена американская шхуна. Обследован шлюпочным промером Никольский рейд и часть пространства к северу и западу от острова Топоркова. Составлен глазомерный план котиковых лежбищ. Также во время проведения съёмки северо-западной части острова Беринга были в северо-западной его части обнаружены не обозначенные ранее мысы. Экипаж назвал один именем своего корабля, а второй в честь своего командира. Со 2 по 10 октября крейсер перешёл во Владивосток.
В октябре корабль был послан к Корее обследовать остров Каргодо (Коджедо).

### Обострение отношений с Японией
21 декабря 1894 года «Забияка» по особому распоряжению перешёл на рейд Нагасаки, где уже находились «Адмирал Корнилов» под флагом вице-адмирала С. П. Тыртова, «Рында», «Адмирал Нахимов» и ожидался подход «Бобра». Сбор объединённой эскадры был вызван агрессивной политикой Японии, и началом возможной войны с ней. В помощь Тихоокеанской эскадре был отправлен С. О. Макаров на броненосце «Император Николай I» с эскадрой Средиземного моря.

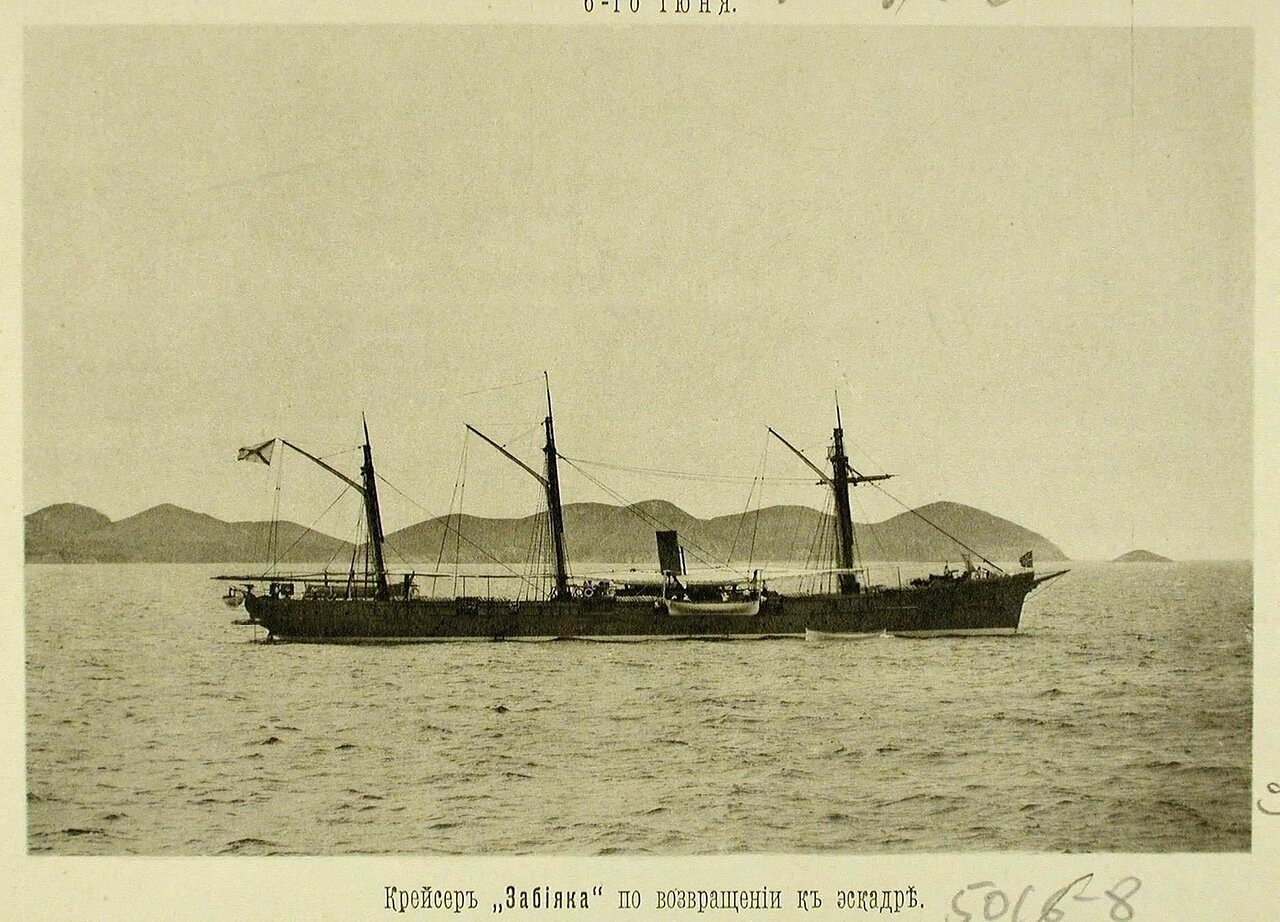
Чифу. Крейсер II-го ранга "Забияка" возвращается из Йокогамы к Соединённой эскадре. Май 1895 г.

В апреле 1895 года «Забияка» выполнял роль стационера в Чемульпо. 1 мая «Забияка» пришёл в Чифу, одновременно с канонерскими лодками «Отважный» и «Манджур», на которой прибыл из Шанхая начальник эскадры в Тихом океане контр-адмирал Е. И. Алексеев.

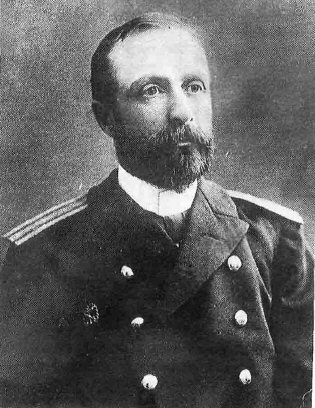
Э. Н. Щенснович

7 мая на должность командира назначен капитан 2-го ранга Э. Н. Щенснович. С 9 мая по 6 июня доставил под конвоем после ремонта из Шанхая во Владивосток миноносцы «Борго» и «Ревель». На «Забияку» был назначен новый командир капитан 2-го ранга Г. Г. Кизеветтер, а старшим офицером — капитан 2-го ранга Н. М. Лушков.
Тем временем общая численность вымпелов Соединённой эскадры достигла 24, её возглавил вице-адмирал С. П. Тыртов, поднявший флаг на крейсере «Память Азова». Контр-адмирал Е. И. Алексеев поднял флаг на крейсере «Владимир Мономах». Корабли начали готовить к возможному нападению японцев. На «Забияке» спустили стеньги с верхними фока-реями и сменили окраску —  перекрасив в серый цвет всё от ватерлинии до клотика (ранее был чёрным с белыми надстройками и дымовой трубой).
В июне «Забияка» использовался как посыльное судно. В конце июня напряжённая ситуация разрядилась. И после событий в Чифу, в июле ОБК в составе «Владимир Мономах», «Забияка», «Отважный» и «Бобр» под общим командованием контр-адмирала Е. И. Алексеева был поставлен наблюдать за обстановкой в Вей-Ха-Вее, Порт-Артуре и Чемульпо.

### Дальнейшая служба

И. Н. Лебедев

Далее «Забияка» был послан для осмотра корейского побережья, и в Фузан (ныне Пусан), где пробыл до 18 ноября 1895 года. 6 декабря командиром был назначен капитан 2-го ранга И. Н. Лебедев, а старшим офицером — капитан 2-го ранга Добровольский, а крейсер отправлен в Нагасаки, куда пришёл 16 декабря и оставался там до конца года.
Из Нагасаки крейсер прибыл в Фучау (ныне Фучжоу) 7 января 1896 года, а оттуда перешёл в Йокогаму 22 февраля. 13 мая «Забияка» перешёл во Владивосток совместно с «Рюриком», «Адмиралом Нахимовым» и «Памятью Азова». В Золотом Роге уже находились: крейсера «Адмирал Корнилов» и «Крейсер», минные крейсера «Всадник» и «Гайдамак», канонерские лодки «Манджур» и «Отважный», миноносцы «Уссури» и «Сунгари» и флагманский броненосец «Император Николай I».
С 20 по 29 августа в заливе Славянский прошли учения эскадры с маневрированием и постановкой минных заграждений с плотов. Также прошла примерная боевая стрельба и отражение атак миноносцев и минных катеров, специально присланных из Владивостока. В эскадру вошли: броненосец «Император Николай I», крейсера «Рюрик», «Память Азова», «Адмирал Нахимов», «Дмитрий Донской», «Забияка» и канонерская лодка «Кореец». 11 сентября к эскадре присоединился «Гайдамак», и 15 сентября провели общие стрельбы по заранее поставленным укреплениям на острове Лисий в заливе Америка (ныне залив Находка). Эти учения положили начало манёврам для всех составов Тихоокеанской эскадры.
1 января 1897 года командиром назначен капитан 2-го ранга М. И. Ван-дер-Шкруф. 12 января «Забияка» прибыл на рейд Шанхай-Гуань (Печилийский залив) за штаб-офицером князем П. Н. Енгалычевым, состоявшем при графе Альфреде фон Вальдерзее — в то время главнокомандующем союзных сухопутных войск, — попутно доставив пять офицеров сухопутного ведомства, почту и 300 ящиков груза. 13 января крейсер ушел.
В апреле старшим офицером назначен лейтенант Былим-Колосовский, а по новому штатному расписанию команда состояла из 10 офицеров и 144 матросов. С 20 апреля «Забияка» — стационер в Чемульпо. С 1897 года усилиями «Забияки» на картах появился вновь открытый залив Охотского моря — Забияка.
На зимовку крейсер перешёл на рейд Нагасаки. Зимовка прошла совместно с «Дмитрием Донским» (флагманский корабль контр-адмирала Н. А. Реунова) и «Россией».

### Открытие Порт-Артура
16 марта 1898 года состоялась торжественная церемония передачи Порт-Артура в аренду на 25 лет России. «Забияка», как и другие корабли эскадры («Отважный», «Гремящий», «Адмирал Корнилов», «Память Азова», «Россия», «Рюрик» и «Саратов») участвовал в церемонии, находясь в центре Восточного бассейна имел задачу охраны порта и бассейна, на случай вооружённых провокаций. В 8 часов утра великий князь Кирилл Владимирович поднял Андреевский флаг на сигнальной мачте Золотой горы, одновременно с подъемом флагов на кораблях. В ознаменование события корабли эскадры дали салют в 21 выстрел. 28 октября 1898 года крейсер II ранга «Забияка» окончил кампанию, разоружён во Владивостоке и поставлен на ремонт.

### Ремонт
Зимовку с 1898 на 1899 год крейсер провёл во Владивостокском порту, и там же в течение года прошёл капитальный ремонт (палубы, фальшборт и рангоут), во время которого установили новые котлы изготовленные на Балтийском заводе с рабочим давлением 5,6 атмосфер. 15 ноября на корабле сменился командир (назначен капитан 2-го ранга Н. А. Ивков) и старший офицер (назначен лейтенант Е. М. Погорельский). Ремонтные работы были завершены в декабре 1899 года.

### Ихэтуаньское восстание

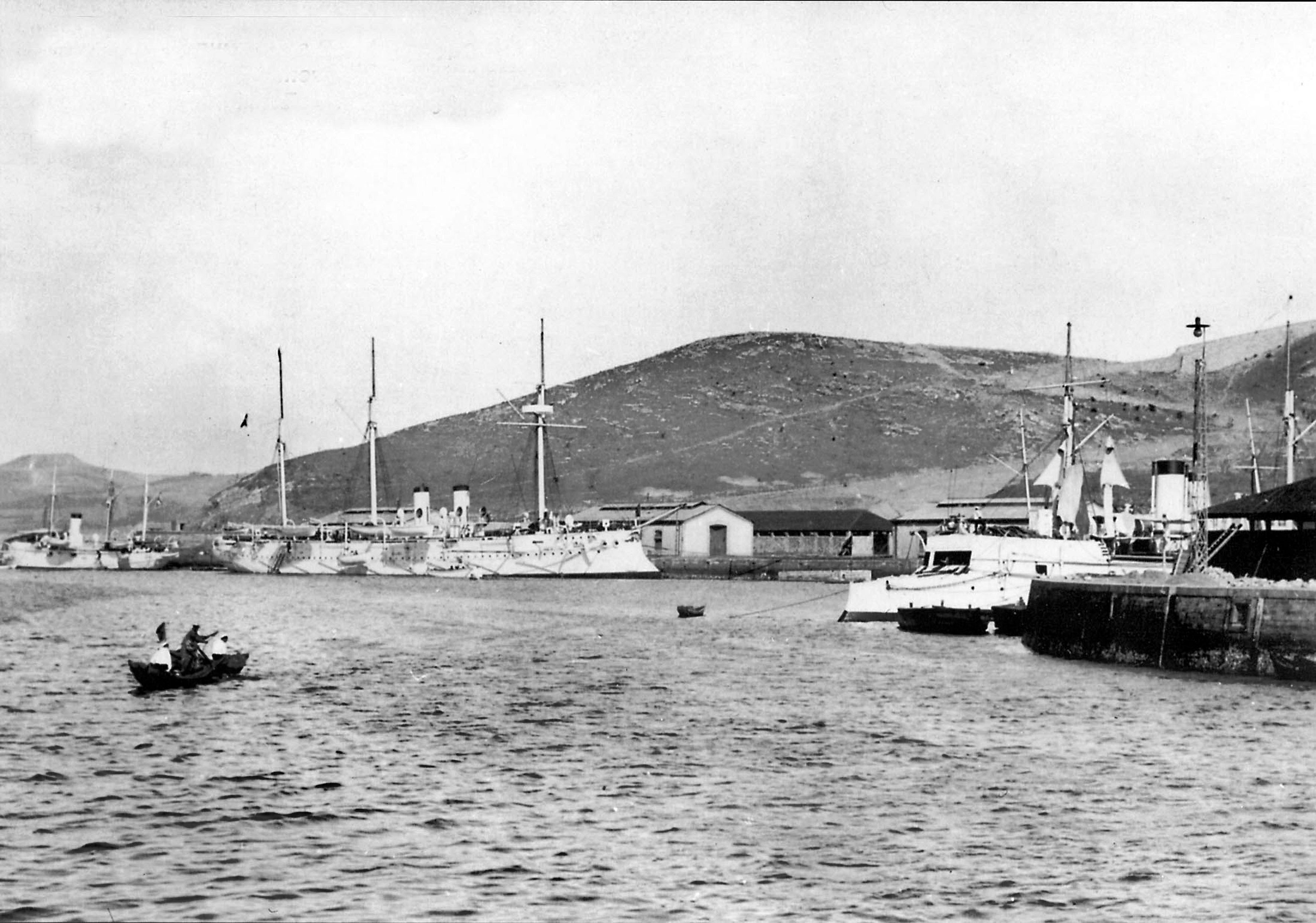
Слева направо — «Забияка», «Адмирал Корнилов» и «Сивуч» в Восточном бассейне Порт-Артура (1900—1901 годы)

В начале 1900 года крейсер перебазирован на Порт-Артур, откуда 22-24 мая ходил в Шанхай, а 3 июня — в Мозампо и к 6 июня вернулся обратно в Порт-Артур. 7 июня «Забияка» с провизией для эскадры и экипажем для клипера «Разбойник» (мичман Матусевич и 56 матросов) на борту отправился в Таку.
«Забияка» принял участие в подавлении ихэтуаньского восстания в Китае 1900 года. В июне в качестве посыльного судна поддерживал связь города Таку с внешним миром. 23 июля на корабле доставили главу Квантунской области вице-адмирала Е. И. Алексеева из Порт-Артура в Инкоу, который поднял Андреевский флаг над китайской морской таможней после падения крепости. 26 июля вице-адмирал Е. И. Алексеев на «Забияке» прибыл обратно в Порт-Артур. В августе-сентябре крейсер выполнял рекогносцировку китайских фортов Шанхай-Гуань и Цинвандао.

### Дальнейшая служба

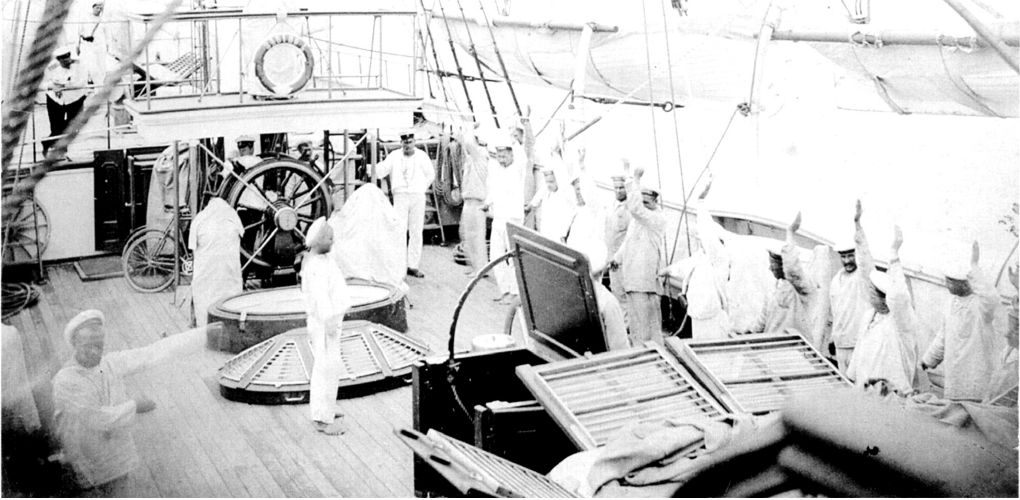
Порт-Артур. Утренняя зарядка на крейсере «Забияка». 1902 год.

9 октября 1901 года из Порт-Артура к Шантунгу вышла эскадра в составе «Сисой Великий», «Дмитрий Донской», «Владимир Мономах», «Гиляк», «Кореец», «Забияка», «Дельфин», «Касатка», «Скат», «Всадник» и «Гайдамак» для участия в учебных манёврах. Планом манёвров предусматривался перехват возможных сил вторжения. 12 ноября был замечен густой дым шедшей на прорыв эскадры. Опознав корабли охранения, эскадра вторжения отклонилась от боя и ушла. 16 октября обороняющаяся эскадра отразила попытку высадки десанта в Талиенване.
С конца 1901 года корабль выведен в вооружённый резерв с базированием в Восточном бассейне Порт-Артура.
В декабре 1902 года «Забияка» перечислен из Балтийского флота в Сибирскую флотилию.

### Русско-японская война
В начале войны «Забияку» вернули в боевой состав, причислив к отряду кораблей береговой обороны Порт-Артура.
28 января 1904 года отряд кораблей («Забияка», «Гайдамак», «Бобр», «Гиляк» и «Отважный») под флагом контр-адмирала М. П. Моласа вышел в район бухты Тахэ с разведывательными целями. По возвращении к отряду присоединились «Аскольд», «Баян», «Диана» и «Боярин». В ночь на 29 января сводный отряд занял позиции для охраны выхода на внешний рейд.
В ночь с 10 на 11 февраля с «Забияки» выставлен паровой катер под командованием мичмана Л. Н. Зельгейма для дежурства на подходе к порту.
8 марта командовать кораблём назначен капитан 2 ранга А. В. Давыдов, ранее командовавший канонерской лодкой «Отважный», а уже 16 марта он списан по болезни в наличие экипажа, находился в должности до 28 марта — передал корабль капитану 2-го ранга А. П. Назаревскому. В это время на «Забияке» держал свой флаг заведующий морской и минной обороной помощник по морской части коменданта крепости, а с 14 марта — младший флагман Тихоокеанской эскадры контр-адмирал М. Ф. Лощинский. 10 апреля с «Забияки» на внешнем рейде испытали минный трал.
Циркуляром штаба командующего эскадрой Тихого океана за № 14 от 25 апреля 1904 года предписано: «В состав десантных батальонов назначаются пушки Барановского по следующему расчёту: 1-й батальон — пушка с „Забияки“, 2-й — пушка с „Джигита“, 3-й — с „Бобра“, 4-й — с „Ретвизана“, 5-й — с „Отважного“». В начале мая, по приказу командира Порт-Артура контр-адмирала И. К. Григоровича, дополнительно с «Забияки» была усилена береговая артиллерия 9-фунтовыми, 47-мм и 37-мм орудиями.
После разоружения крейсера, команда занялась усилением артиллерии фортов и подготовкой к обороне Порт-Артура. Так, матросы «Забияки» согласно приказу № 78 от 8 мая 1904 года командующего эскадрой Тихого океана на форте № 2 установили четыре 37-мм пушки из запасов порта и два 47-мм орудия с «Лейтенанта Буракова». Также с «Лейтенанта Буракова» на укреплении № 3 было установлено одно 47-мм орудие, а на укреплении № 4 установлены два 47-мм орудия.
15 мая «Забияка» в разоружённом состоянии окончил кампанию, а команда полностью вошла в состав крепости, сам корабль оставлен на внутреннем рейде. 9 августа в боях за редут № 1 погиб командир корабля капитан 2-го ранга А. В. Лебедев.
12 октября стоящий на внутреннем рейде «Забияка» вместе с другими корабли подвергся обстрелу с высоты Высокая, которая была занята японцами накануне. После попадания нескольких 11-дюймовых снарядов «Забияка» затонул. В день подписания капитуляции, а точнее в ночь с 19 на 20 декабря 1904 года, остов корабля был подорван боевой частью от мин Уайтхеда.
В 1905 году «Забияка» официально списан из состава Сибирской флотилии.

## Командный состав

### Командиры
- 24.06.1878—??.??.1883 капитан-лейтенант Ломен Лев Николаевич
- ??.??.188?—??.??.188? капитан 2-го ранга Сильверсван Фёдор Николаевич
- 01.01.1888—01.01.1889 капитан 2-го ранга Барр (Бауер) Сальвадор Фёдорович
- ??.??.1890—??.??.1891 капитан 2-го ранга Клеопин
- ??.??.18??—??.??.18?? капитан 2-го ранга Стронский
- 30.06.1891—??.??.1892 капитан 2-го ранга Де Ливрон Борис Карлович
- 27.09.1892—03.11.1892 капитан 2-го ранга Астромов Николай Александрович (врио)[30]
- 03.11.1892—07.02.1894 капитан 2-го ранга Доможиров Александр Михайлович (назначен 22.09.1892)
- 07.02.1894—07.05.1895 капитан 1-го ранга Гаупт Николай Александрович
- 07.05.1895—13.05.1895 капитан 2-го ранга Щенснович Эдуард Николаевич
- 13.05.1895—27.11.1895 капитан 2-го ранга Кизеветтер Густав Густавович (врио)
- 06.12.1895—16.12.1896 капитан 2-го ранга Лебедев Иван Николаевич
- 01.01.1897—01.01.1898 капитан 2-го ранга Ван-дер-Шкруф Михаил Ипполитович
- 01.01.1898—??.??.1899 капитан 2-го ранга Комаров
- 15.11.1899—01.05.1901 капитан 2-го ранга Ивков Николай Авенирович
- 06.12.1901—??.??.1903 капитан 2-го ранга Абрамов Александр Георгиевич
- ??.??.1903—??.12.1903 капитан 2-го ранга Шельтинг Владимир Владимирович
- 08.03.1904—16.03.1904 капитан 2-го ранга Давыдов Александр Васильевич (по факту до 28.03.1904)
- 28.03.1904—??.??.1904 капитан 2-го ранга Назаревский Александр Петрович
- ??.??.1904—09.08.1904 капитан 2-го ранга Лебедев Александр Васильевич (погиб)

### Старшие офицеры
- ??.??.1878—??.??.1879 мичман, лейтенант Григорович Иван Константинович[31]
- ??.??.1879—??.??.1880 капитан-лейтенант Паренаго Александр Николаевич
- ??.??.1880—??.??.1881 лейтенант Григорович Иван Константинович
- ??.??.1881—??.??.1883 лейтенант Кирсанов
- ??.??.1888—??.??.1888 капитан-лейтенант Литвинов Владимир Иванович
- ??.??.1888—??.??.1889 капитан 2-го ранга Ирецкой Александр Александрович
- ??.03.1890—01.04.1890 капитан-лейтенант Шульц Вильгельм Фёдорович
- ??.??.189?—??.??.1894 лейтенант Литвинов 2-й
- ??.??.1895—06.12.1895 капитан 2-го ранга Лушков Николай Михайлович
- 06.12.1895—??.02.1896 капитан 2-го ранга Добровольский, Кирилл Романович
- ??.02.1896—??.04.1897 капитан-лейтенант, с 14 мая 1896 года капитан 2-го ранга Гинтер Анатолий Августович
- ??.04.1897—??.??.1898 лейтенант Былим-Колосовский
- 05.08.1898—??.11.1898 капитан-лейтенант Шульц Максимилиан Фёдорович (врио)
- 15.11.1899—??.??.1??? лейтенант Погорельский Евсевий Михайлович
- ??.??.18??—??.??.18?? лейтенант Лепко Владимир Иванович
- ??.??.18??—??.??.18?? капитан-лейтенант Невражин Александр Васильевич
- ??.??.1901—??.??.1902 капитан-лейтенант Шельтинг Владимир Владимирович

### Ревизоры
- ??.??.1880—??.??.1883 лейтенант Кубе-Браузер Эрнест Фердинандович
- ??.??.1892—05.07.1897 лейтенант Бонсдорф Яльмар Викторович
- ??.??.1902—??.??.1903 мичман князь Путятин Александр Владимирович (и. д.)

### Другие должности
Вахтенная служба
- 05.09.1879—12.10.1879 вахтенный начальник мичман Андреев Андрей Парфёнович
- ??.??.1879—??.??.1881 вахтенный начальник мичман Иениш Виктор Христианович
- ??.??.1880—??.??.1883 подвахтенный мичман Петц Георгий Александрович
- ??.??.1880—??.??.1883 подвахтенный мичман Цвингман Альфонс Карлович
- ??.??.1880—??.??.1883 подвахтенный мичман Лаптев
- ??.??.1884—??.??.1885 вахтенный офицер мичман Бубнов Михаил Владимирович
- ??.??.1888—??.??.1888 вахтенный начальник лейтенант Паттон-Фантон-де-Веррайон Пётр Иванович
- 09.10.1892—??.07.1894 вахтенный начальник лейтенант Клюпфель Евгений Владиславович
- ??.??.1893—??.??.1894 вахтенный офицер лейтенант Трубецкой Владимир Владимирович
- ??.??.1895—??.??.1897 вахтенный начальник лейтенант Каульбарс Александр Карлович
- ??.??.1895—??.??.1897 вахтенный офицер мичман Боссе Фёдор Эмильевич
- ??.??.1899—??.??.1899 вахтенный офицер мичман Архибальд фон Кейзерлинг
- 09.06.1903—??.05.1904 вахтенный офицер мичман Зельгейм Лев Николаевич
- ??.??.1903—??.??.1904 вахтенный начальник мичман Зотов Рафаил Петрович

Корпуса флотских штурманов (КФШ)
- ??.??.1880—??.??.1883 старший штурман поручик Максимов
- ??.??.1880—??.??.1883 младший штурман поручик Белобров
- ??.??.1886—??.??.1887 младший штурман мичман Клюпфель Евгений Владиславович
- ??.??.1896—??.??.1898 младший штурман лейтенант Раден Фердинанд Владимирович
- 27.03.1896—04.01.1899 старший штурман лейтенант Корнильев Александр Алексеевич
- ??.??.1903—??.??.1904 старший штурман лейтенант Беренс Евгений Андреевич
- ??.??.190?—??.??.1903 штурманский офицер лейтенант Иванов Модест Васильевич

Корпуса инженер-механиков флота (КИМФ)
- 16.04.1880—17.09.1884 младший механик (заведующий трюмом и минами Уайтхеда) прапорщик (с 26.09.1880 подпоручик) Мордовин Порфирий Александрович[32]
- ??.??.1880—??.??.1883 старший механик капитан Линдебек
- ??.??.1880—??.??.1883 младший механик подпоручик Сергеев
- ??.??.1880—??.??.1883 младший механик подпоручик Соколов
- 12.04.1885—10.06.1886 младший механик (заведующий трюмом) подпоручик (с 30.08.1885 поручик) Мордовин Порфирий Александрович[33]
- 10.06.1886—09.07.1899 судовой механик, помощник старшего механика, старший механик поручик (с 01.01.1894 старший инженер-механик) Мордовин Порфирий Александрович (в 1890 году командировался на миноносец «Виндава»)[34][35]
- ??.??.1891—??.??.1894 инженер-механик подпоручик Моннерот дю Мэн Антон Клементьевич
- ??.??.1902—11.06.1902 старший судовой механик Петров Семён Михайлович 7-й
- 11.06.1902—??.07.1903 старший судовой механик младший инженер-механик Лобач-Жученко Борис Михайлович (и. д.)
- ??.??.1902—??.??.1903 судовой механик Парфёнов Фёдор Иванович

Корпуса морской артиллерии (КМА)
- ??.??.1880—??.??.1883 старший артиллерийский офицер поручик Онкодович
- ??.??.1880—??.??.1883 минный офицер лейтенант Маслов
- 18.01.1886—18.04.1886 минный офицер лейтенант Лебедев Иван Николаевич
- 11.05.1893—27.05.1896 артиллерийский офицер лейтенант Панфёров Константин Александрович
- ??.??.190?—??.??.1903 артиллерийский офицер лейтенант Иванов Леонид Леонтьевич

Остальные
- ??.??.1880—??.??.1883 ротный командир лейтенант Вирен Роберт Николаевич
- ??.??.1880—??.??.1883 судовой врач Коротнев
- ??.??.1895—??.??.1900 судовой повар Урманчев Кузьма Дормидонтович
- 01.10.1898—18.11.1898 командир 1-й роты лейтенант Корнильев Александр Алексеевич (врио)
- ??.??.1900—??.??.1903 Орантов Пётр Илларионович
- 04.04.1901—01.07.1902 судовой врач Гомзяков Павел Иванович
- ??.??.1902—??.??.1903 судовой врач Ильин Фёдор Николаевич
- ??.??.1902—??.??.1903 судовой врач Кефели Яков Иосифович
- ??.??.1902—??.??.1903 мичман Рыжов Владимир Николаевич
- ??.??.1901—??.??.1902 Старк Фёдор Оскарович 2-й
- ??.??.190?—??.??.1902 мичман Браше Николай Николаевич

### Проходили морскую практику
- ??.??.1880—??.??.1882 гардемарин Бубнов Михаил Владимирович

## Наследие
- В честь «Забияки» назван залив в Охотском море (мыс был описан экипажем клипера в 1897 году, тогда же было присвоено название заливу)[36].
- В честь «Забияки» назван мыс на острове Беринга (Командорские острова) (мыс был обследован клипером в 1894 году, тогда же было присвоено название мысу)[36].
- В честь «Забияки» назван эскадренный миноносец первой серии типа «Новик» (носил это имя до 31 декабря 1922).
- Модель крейсера «Забияка» в масштабе 1:48 выставлена в Nevskiy Palace Hotel в Санкт-Петербурге, автор А. Баранов.

## В искусстве
На борту клипера «Забияка» происходит действие рассказа К. М. Станюковича «Максимка».